# 나카야스촌
나카야스촌(일본어: 中安村)은 일본 효고현 중서부, 사요군에 존재했던 촌이다.
1951년, 도구사촌, 시소군 미카와촌과 합병해 난코정이 되었기 때문에 소멸하였다.

## 역사
- 1889년 4월 1일 - 정촌제 시행에 수반해 사요군 나카야스촌이 성립하였다.
- 1955년 7월 20일 - 미카와촌, 도쿠사촌과 합병해 난코정이 성립하였기 때문에 소멸하였다.